# アチュマウィ語
アチョマウィ語（アチョマウィご、英：Achumawi_language）は、アチョマウィ （ アチュマウィ 、 アジュマウィ 、 アフマウィ ）と呼ばれる、現在の米国カリフォルニア州北東部に住むネイティブアメリカンのピットリバー族の北（9から11）の部族が使用する言語。

## 概要
「アチョマウィ」という名前は川の人々を意味し、バンドは歴史的にビッグバレー山脈の南端からピットリバーフォールズまでフォールリバーバレーとピットリバーに居住していた。
ピットリバーインディアンのこれらの9つの自治バンド（「部族」とも呼ばれる）は、歴史的に1つの共通言語のさまざまな方言を話し、他の2つのバンドはAtsugewiと呼ばれる関連言語の方言を話した。
アチョマウィ語を共有する他の8つのバンドには、ハットクリークバレーとディクシーバレーのアチョマウィ語バンドの南に歴史的に住んでいる歴史的な故郷がある。

## 人口
アチョマウィ語圏は、ビッグベンドからグースレイクに到達した。この土地は、密接に関連したアツゲウィ族の本拠地でもあった。後に両方の文化の子孫は強制的にピットリバーリザベーションに移された。
カリフォルニア州のほとんどのネイティブグループの接触前の人口の推定値は大きく異なっている。
アルフレッドL.クローバーは、アチョマウィとアツゲウィの合計1770人の人口を3,000人と推定した。 Fred B. Kniffenによるより詳細な分析が同じ図に到達した。 
TRガースの推定によると、アツゲウィの人口は最大900人。1920年代の写真家で作家のエドワードS.カーティスは、1910年に240人のアツゲウィと985のアチョマウィがいると推定した。

## 言語
アチョマウィ語とアツゲウィ語は一緒にパライニハン語に分類され、ヤナ語、シャスタン語、チマリコ語、カルク語、ワショー語、およびポモ語を含むホーカン門の提案された北のグループでより広く分類される。